# Dick Lee
Richard "Dick" Lee Peng Boon (24 de agosto de 1956) es un cantante pop, compositor y dramaturgo singapurense, más conocido como juez del evento musical "Singapore Idol", pero a menudo también como portavoz de la generación "New Asian".
Nació de un padre Peranakan, Lee Kip Lee, (un escritor para de la editorial "The Straits Times") y una madre china, Elizabeth Tan. Es hijo mayor de una familia de cinco hermanos, tiene tres hermanos y una hermana ya fallecida. Recibió su primera educación en la Escuela de San Miguel (ahora SJI Junior) y sus estudios de secundaria en la "Institución de San José". En 1992, se casó con la cantante de jazz, Jacintha Abisheganaden y se divorció pocos años después. Él profesa la religión católica.

## Logros
| Año  | Logro |
| ---- | --- |
| 1995 | The Perfect 10 Music Achievement Award for outstanding contribution in the Singapore Music scene, by Singapore's leading radio station, Perfect 10. |
| 1996 | Best Original Theme Song in the Golden Horse Awards for his song, The Search of My Life, which was selected as the theme song for the hit movie, He is a Woman, She is a Man, starring Leslie Cheung and Anita Yuen.                                                                                         |
| 1998 | Received the awards for Top Local English Pop Song and Top Local Composer of the Year in the Composers and Authors Society of Singapore Ltd (Compass) Awards. He composed the song Home which was selected to be the National Day Theme Song.                                                                |
| 1999 | Best Original Movie Theme Song in the Hong Kong Academy Awards for the theme song of the movie The City of Glass, starring Leon Lai and Shu Qi. Awarded three top accolades in the Compass Awards for: - COMPASS Artiste Excellence Award - Top Local Chinese Pop Song - Top Local Composer of the Year 1999 |
| 2000 | Released English album "Everything." under Sony Music Top Local Composer of the Year in the COMPASS Awards 2000 |
| 2001 | Top Local Composer of the Year in the COMPASS Awards 2001 |
| 2002 | He composed the song We Will Get There which was selected to be the National Day Theme Song. |
| 2003 | Fukuoka Asian Culture Awards: Arts Award. COMPASS Award for top Malay song |
| 2005 | Cultural Medallion Award Winner |
| 2006 | Top Local Composer of the Year in the COMPASS Awards 2006 "Puteri Gunung Ledang (musical) The Musical" in which he composed the music, premiered at Istana Budaya, Kuala Lumpur on 7 until 26 February 2006.                                                                                                 |
| 2007 | "P Ramlee The Musical" in which he composed the music, premiered at Istana Budaya, Kuala Lumpur on 18 October 2007 and ran until 3 November 2007. |
| 2008 | "P Ramlee The Musical" ran for a second season in Kuala Lumpur and made its Singapore premier on 17 May 2008. |
| 2009 | Directed Singapore Evening at The Esplanade concert for world leaders such as American President Barack Obama during the APEC Singapore 2009 summit Wrote the theme song for the APEC Singapore 2009 summit.                                                                                                 |
| 2010 | Fried Rice Paradise re-staged by the People's Association for its 50th Anniversary. Creative Director for Singapore's 45th National Day Parade |
| 2011 | Dick Lee to chair 2011's Audi Fashion Festival. Staging The Adventures of the Mad Chinaman and Beauty Kings. |

## Discografía
| Año  | Álbum                                                                |
| ---- | -------------------------------------------------------------------- |
| 1974 | Life Story                                                           |
| 1979 | Single - Internationaland                                            |
| 1984 | Life In The Lion City Surirum Bumboat!                               |
| 1985 | Fried Rice Paradise                                                  |
| 1986 | The Songs From Long Ago                                              |
| 1988 | Connections                                                          |
| 1989 | The Mad Chinaman When I Play                                         |
| 1990 | Asiamajor                                                            |
| 1991 | Orientalism                                                          |
| 1993 | The Year of The Monkey Peace Life Love Life Story Hong Kong Rhapsody |
| 1994 | Compass                                                              |
| 1995 | Secret Island                                                        |
| 1996 | Singapop                                                             |
| 1999 | Transit Lounge                                                       |
| 2000 | Everything                                                           |
| 2003 | Rice                                                                 |
| 2004 | Life (Compilation English album)                                     |
| 2004 | Stories (Compilation Chinese album)                                  |
| 2010 | Life Deluxe                                                          |